# In the House
In the House este un film românesc din 2014 regizat de Ana Maria Comănescu. Rolurile principale au fost interpretate de actorii Rareș Andrici, Andreea Alexandrescu.

## Distribuție
Distribuția filmului este alcătuită din:
- Alina Mihai – Lori
- Alexandru Sinca – Cristi
- Alexandru Ștefănescu – Tibi
- Rareș Andrici – Adi
- Lucian Ionescu – Răzvan
- Aron Alexandru Lucian – Dinu
- Cosmin Pană – Popovici
- Cristian Bota – Vali
- Andreea Alexandrescu – Alina